# Blahočestí

Ortodoxní kříž

Blahočestí (rusky благоче́стие, řecky εὐσέβεια / Eusebeia) označuje křesťanskou počestnost, pravou víru v Boha. Pojem se mnohokrát vyskytuje v Bibli, zejména pak v Novém Zákoně. V pozdějším byzantském výkladu se často vyskytuje jako synonymum bohosloveckého (teologického) výrazu «pravověrnost» (oddanost Bohu).
| „ | Blahočestná duše poznává Boha – býti blahočestným znamená plnit Boží vůli a to znamená poznávat Boha, tj. snaží-li se někdo nebýt závistivý, být ctnostný a mírný, štědrým silou, společenským (družným), nebýt hašteřivým, a dělat vše, co se líbí Bohu. - Antonín Veliký (Благочестивая душа знает Бога — ибо быть благочестивым значит исполнять волю Божью, а это означает знать Бога, т.е. когда кто старается быть независтливым, целомудренным, кротким, щедрым по силе, общительным, не любопрительным (склонный к словопрению), и делать все что угодно Богу - Антоний Великий). | “ |

Blahočestím se v křesťanství rozumí sebeutváření, sebeformování do role „nádoby“ Svatého ducha, získávání vnitřní ušlechtilosti.
Gn 6, 8 (Kral, ČEP) Noe se oděl v nádheru před očima Hospodinovýma. 

Gn 6, 9 (Kral, ČEP) Takový byl život Noema: Noe byl člověk spravedlivý a bezúhonný ze svého rodu; Noe žil v Bohu.
Kořen slova blahočestí - čest, označuje formování sebe samého, "svého já" do podoby cti, vážnosti. Blahočestí pak formování do podoby Ducha svatého.